# Amanita flavoconia
Amanita flavoconia là một loài nấm thuộc chi Amanita trong họ Amanitaceae.

## Miêu tả
Mũ nấm có đường kính từ 3 – 9 cm, thường có màu cam hoặc vàng cam.. Cuống nấm có chiều cao từ 5.5 - 11.5 cm, đường kính thân cuống từ 0.7 - 1.4 cm.

## Phân bố
Đây là một trong những loài nấm Amanita phổ biến nhất khu vực phía đông Bắc Mỹ với phạm vi phân bố rộng rãi. Ta có thể thu hái nấm này tại các bang như Ontario (Canada), Iowa (Hoa Kỳ).